# Steinbeil (Steinmetz)

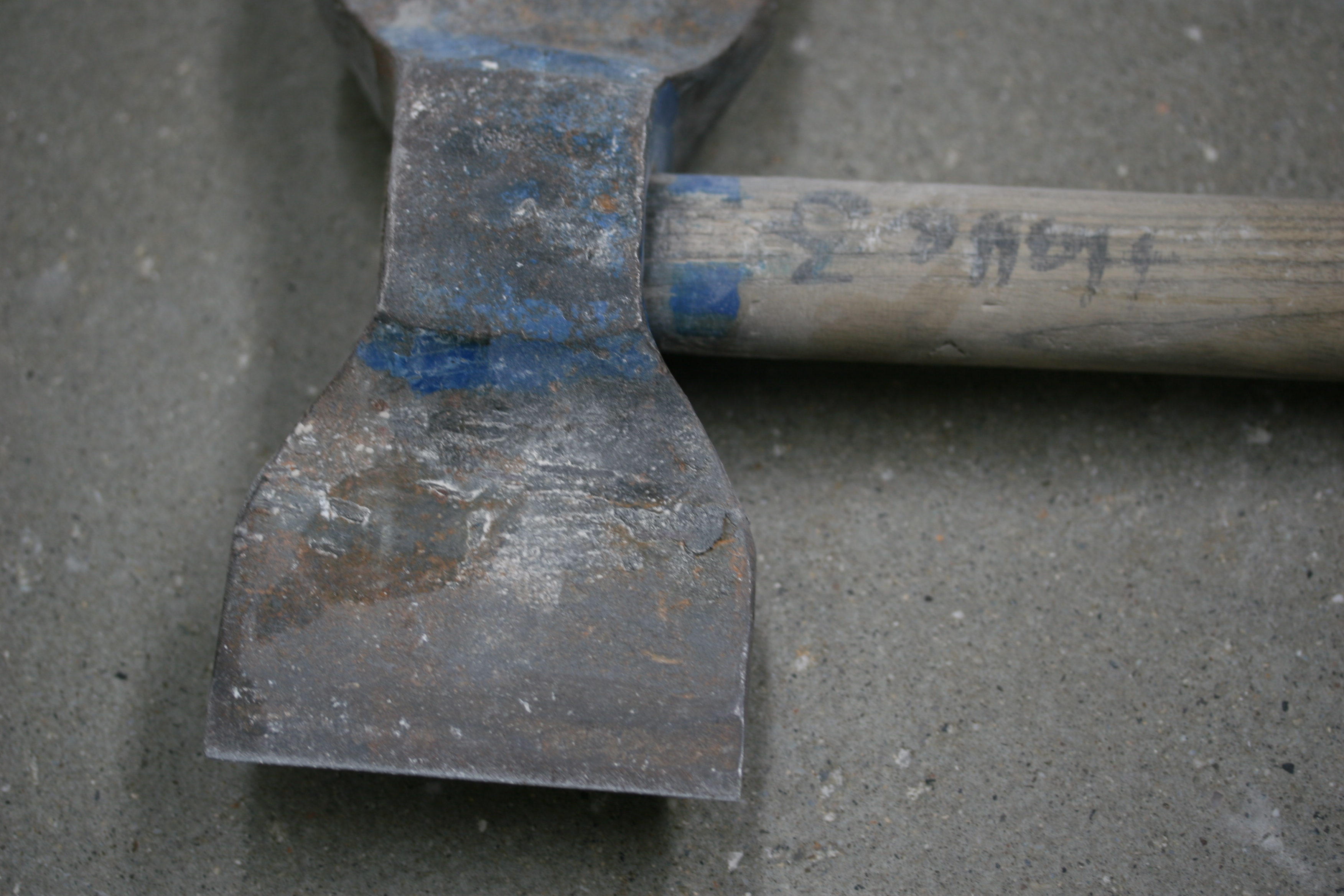
Fläche als Glattfläche, Schneide etwa 10 cm breit

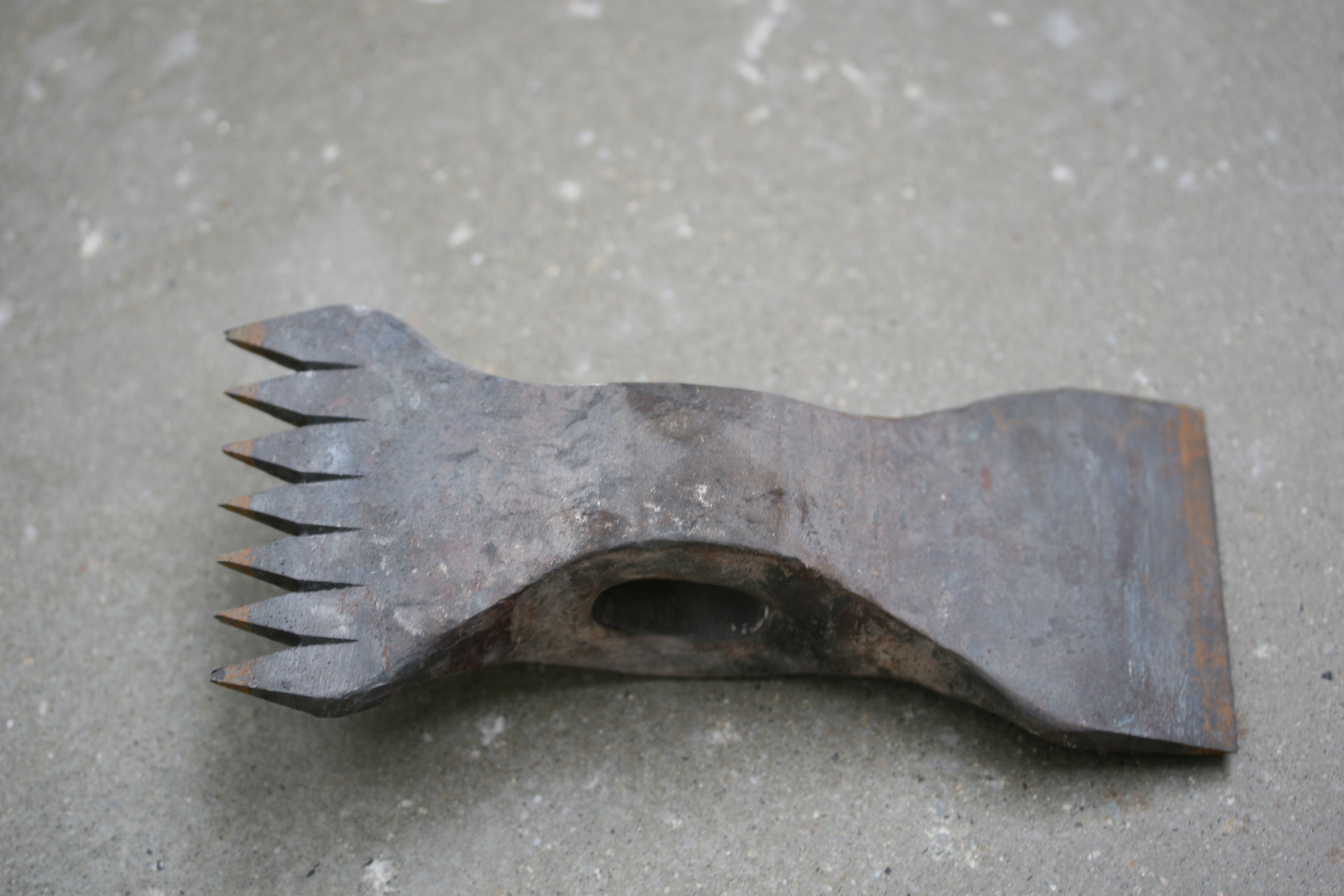
Zahnfläche

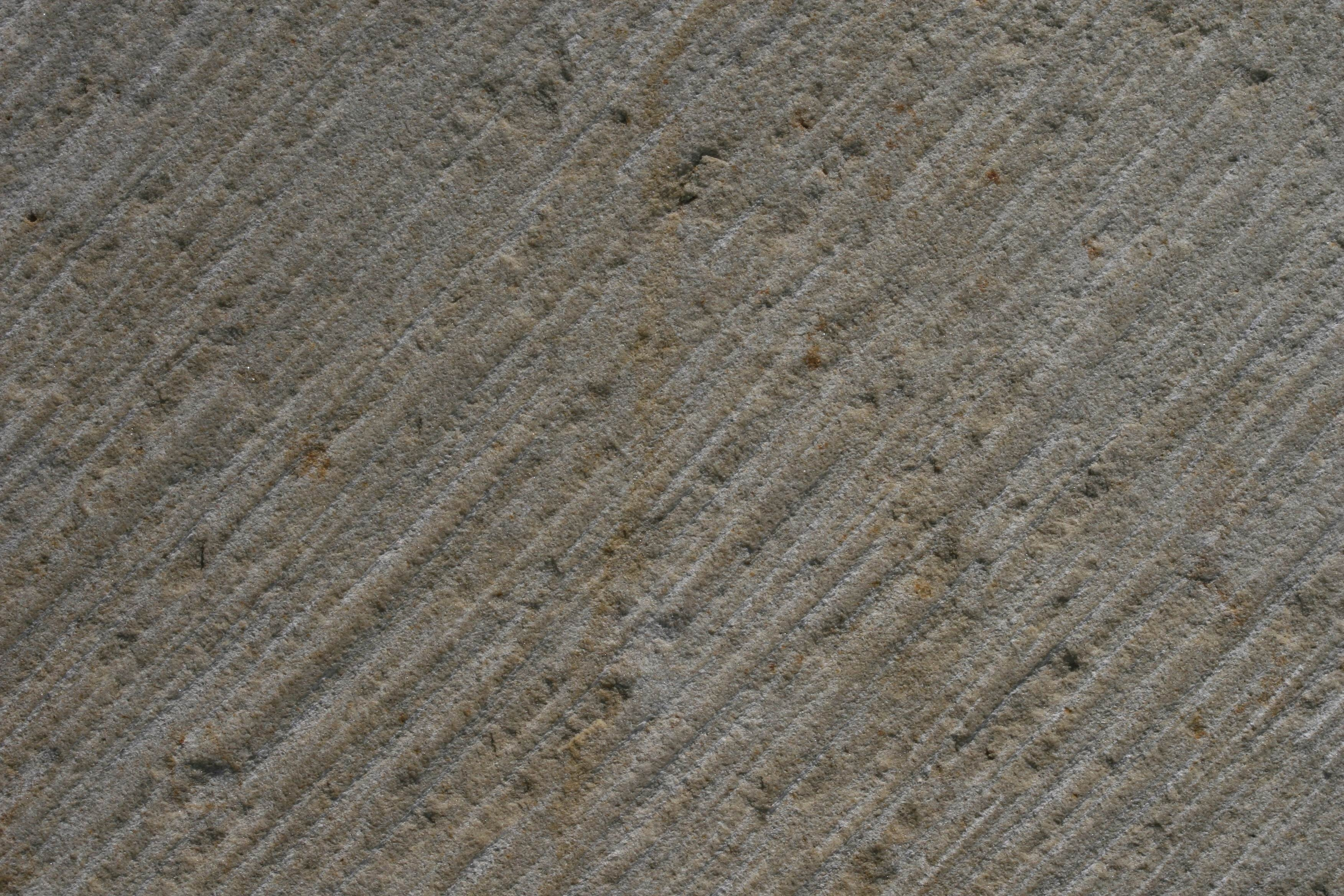
Geflächte Steinoberfläche

Das Steinbeil, auch Fläche oder Flächenhammer, ist ein Werkzeug der Steinmetze, um ebene Flächen herzustellen und zu gestalten. Es ist ein beidhändig geführtes Werkzeug, hat seine historischen Wurzeln in der Romanik und wurde nach der Mitte des 15. Jahrhunderts vom Scharriereisen verdrängt. Es wird auch heute noch in der handwerklichen Bearbeitung durch Steinmetze verwendet.

## Aufbau, Varianten und Funktion
Steinbeile haben eine Schneidenbreite bis ca. 100 mm, üblicherweise aber etwa 40 bis 60 mm. Diese heutzutage verwendeten Steinbeile haben zumeist eine Schneide aus eingelötetem Hartmetall. Bei größerer Schneidenbreite wird es auch Flächbeil, Fläche oder Zweifläche genannt. Unter Steinmetzen ist meist die Bezeichnung Fläche gebräuchlich. Sehr schmale Flächen mit Schneidenbreiten von nicht mehr als etwa 30 mm werden vom Ulmer Münsterbaumeister Karl Friederich als Pille bezeichnet.
Die Fläche hat zwei beilähnliche Schneiden. Eine Fläche wird abhängig von der Härte des zu bearbeitenden Steines unterschiedlich stark ausgeschmiedet. Der meist aus Eschenholz bestehende Stiel ist 30 bis 40 Zentimeter lang, der geschmiedete Kopf wiegt zwei bis drei Kilogramm. Die Flächen bestehen aus geschmiedetem Werkzeugstahl.
Steinbeile werden beidhändig geführt und dienen bei der Sandstein- und Kalksteinbearbeitung nach dem Spitzen einem Einebnen der bearbeiteten Fläche. Die so hergestellten Oberflächen werden als geflächt bezeichnet. Bei einer zeitlichen Zuordnung von historischen Bauwerken und Steinoberflächen wurden die Spuren der Steinbeile herangezogen, je nachdem wie die Hiebe gesetzt bzw. die Oberfläche übergeflächt wurden. Die mit Pillen hergestellten Oberflächen oder Profilierungen in der gotischen Zeitepoche, etwa Hohlkehlen, werden von Karl Friedrich auch als „gepillt“ bezeichnet. Wenn die Spitzeisenhiebe nach der Bearbeitung mit der Fläche noch sichtbar sind, sprechen Steinmetze heutzutage von „überflächten“ Oberflächen.
Im Gegensatz zu den Flächen mit glatter Schneide, die auch Glattfläche genannt werden, werden Steinbeile, deren Schneiden gezahnt sind, Zahnflächen genannt. Es gibt auch Flächen mit einer glatten und einer gezahnten Schneide. Die einzelnen Zähne der Zahnflächen können spitz oder als kurze Schneiden mit einigen Millimetern Breite ausgeschmiedet sein.
Flächenbeile waren von der Romanik bis ins späte Mittelalter die wichtigsten Werkzeuge zur Endbearbeitung von Steinoberflächen, bis sie etwa ab Mitte des 15. Jahrhunderts zunehmend vom Scharriereisen abgelöst wurden.

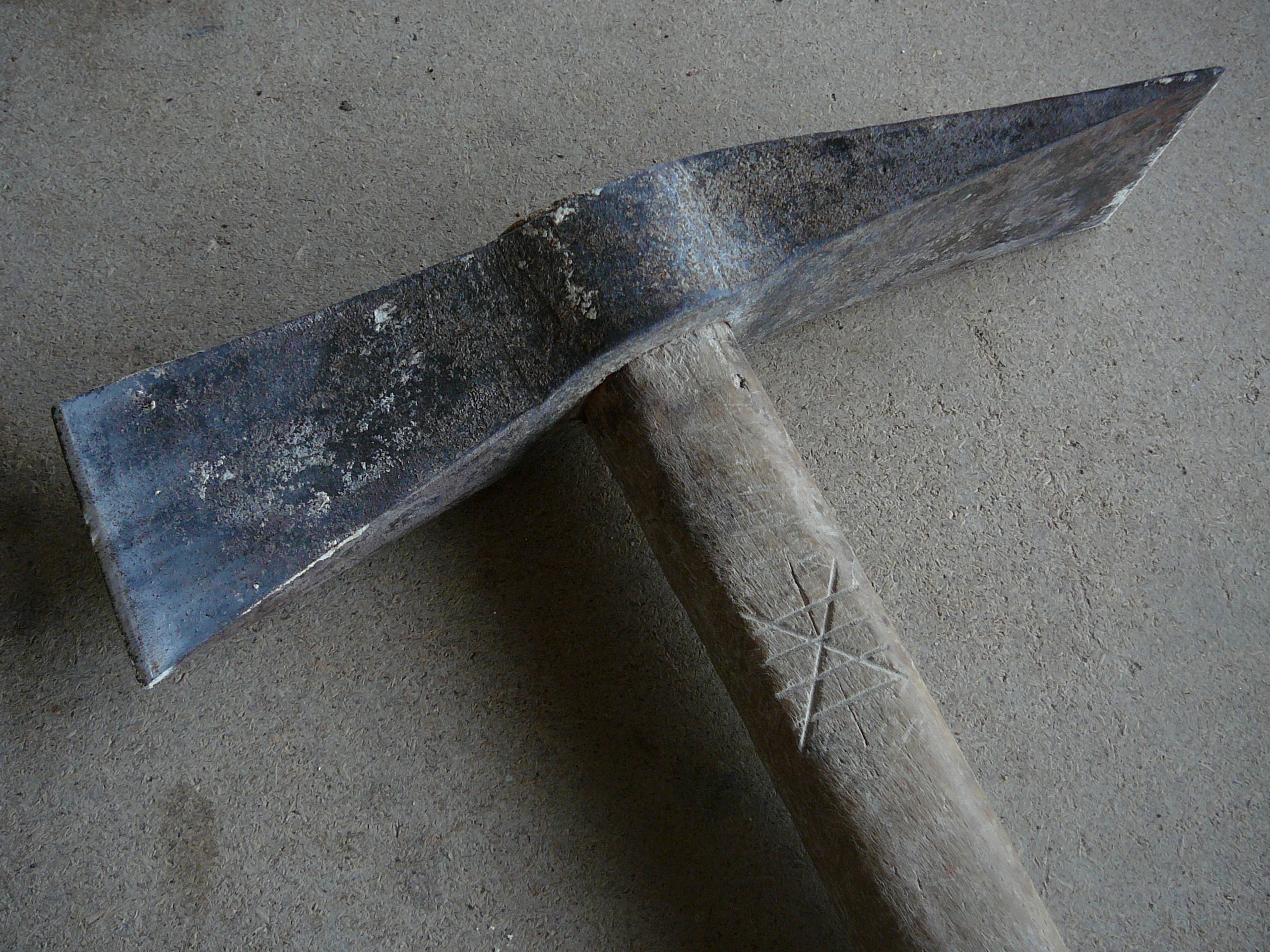
Polka (französisches Werkzeug)

In Frankreich wird eine Fläche in der Steinbearbeitung benutzt, die auf einer Seite eine Schneide aufweist, die eine parallel zum Stiel sowie eine quergestellte Schneide aufweist, eine sogenannte Dechsel. Dieses französische Werkzeug wird Polka genannt.

## Darstellung auf Wappen

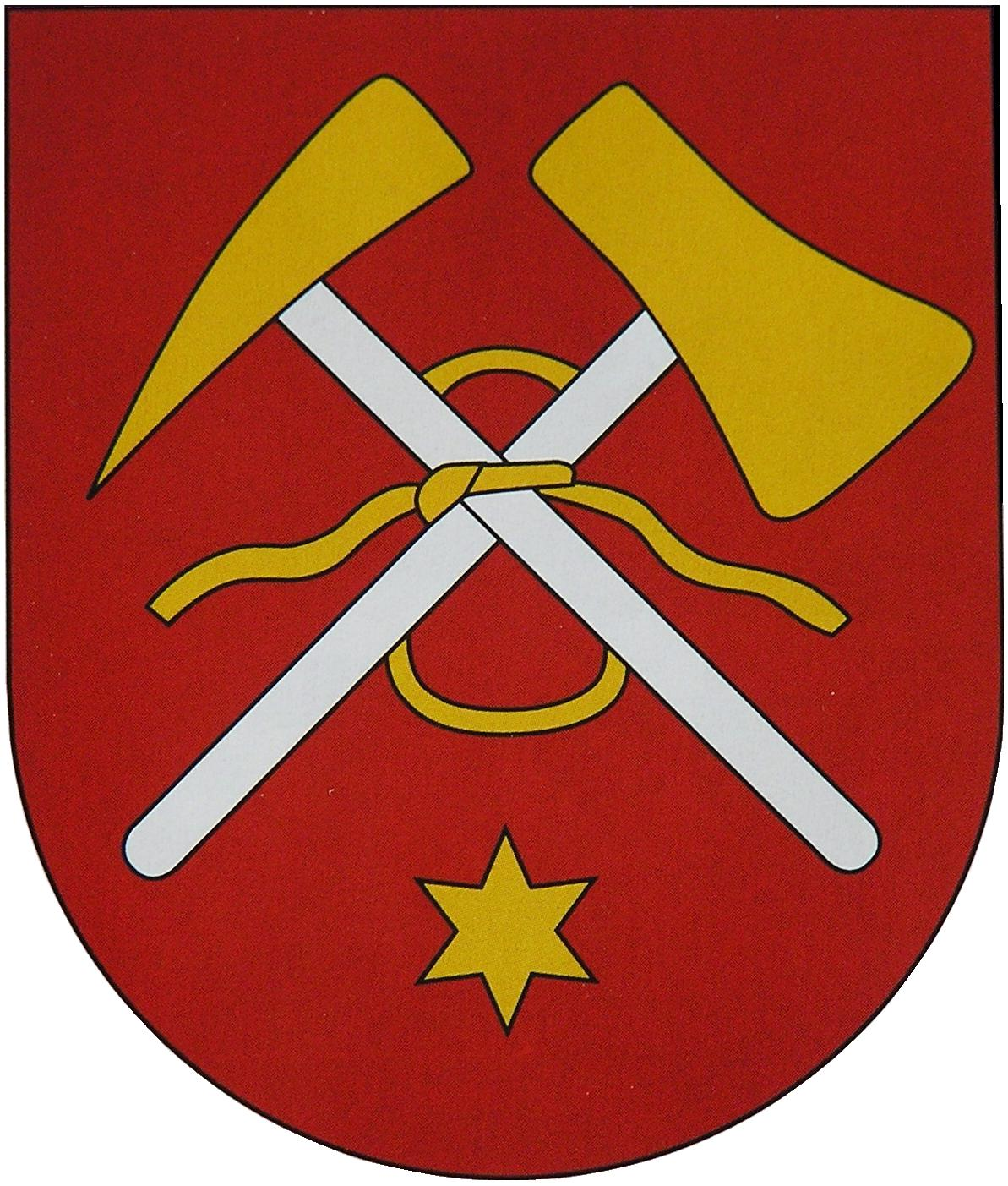
Steinbeil und Bergeisen, Wappen von Poproč, Slowakei
Zweifläche und Setzeisen, Wappen von Wieliczka, Polen

## Ähnliche Werkzeuge
- Schlageisen (Werkzeug)
- Beizeisen
- Meißel

## Berufe
- Steinmetz
- Steinbildhauer